# Адаб
Адаб (суч. Бісмая) — стародавнє шумерське місто, розташоване на території північного Межиріччя.

## Історія
Адаб не зіграв в історії Шумера скільки-небудь значної ролі, хоча це місто, розташоване на півдорозі між Ніппуром і Лагашем, було досить багатим. Наприкінці першої половини III тисячоліття до н. е. Адаб досяг свого найвищого розквіту. Тут перетиналися важливі торговельні та стратегічні шляхи, а тому влада над цим містом ставила її володарів у привілейоване становище. Навіть цар-гегемон Месалім у своїх написах датував події, як це було прийнято в шумерській традиції, роками правління енсі Адаба. Общинною богинею Адаба була Дінгірмах.

## Правителі (династія) Адаба
- Лугаль-да-Діб
- Ме-ба-кс …
- Лугальанемунду
- Лугальдаль